# عيسى البطران
عيسى عبد الهادي البطران كان قياديًّا فلسطينيًا في كتائب الشهيد عز الدين القسام الجناح العسكري لحركة المقاومة الإسلامية حماس أغتيل خلال قصف جوي إسرائيلي لمنزله في مخيم النصيرات بقطاع غزة في فلسطين في 31 يوليو (تموز) عام 2010.

## حياته
كان عيسى عبد الهادي البطران واحدًا من أهم قيادات كتائب الشهيد عز الدين القسام الجناح العسكري لحركة المقاومة الإسلامية (حماس) حيث تخصص في التصنيع العسكري، وكان يلقب بأبي بلال. فقد عيسى البطران زوجته منال شعراوي وخمسا من أبنائه هم بلال البطران (8 أعوام)، وعز الدين البطران (5 أعوام)، وإسلام البطران (14 عامًا)، وإيمان البطران (11 عامًا)، وإحسان البطران (11 عامًا) عندما سقطت قذيفة إسرائيلية داخل شرفة منزلهم في مخيم البريج للاجئين الفلسطينيين بقطاع غزة في 16 يناير (كانون الثاني) عام 2009 خلال الهجمات التي شنتها قوات الجيش الإسرائيلي على قطاع غزة، والتي عرفت بحرب الفرقان. لم ينج من القصف وقتئذ سوى ابنه الأصغر عبد الهادي الذي استطاع عيسى البطران أن ينقذه من أن يلقى نفس مصير إخوته وأمه عندما كان يحبو بالقرب من الشرفة المهدمة. وفي يونيو (حزيران) 2009 تزوج عيسى البطران بعد ذلك من سندس طه المقيد وأنجب طفلا أخر أسماه محمد كان عمره خمسة أشهر فقط عندما قُتل والده.

## اغتياله
في الساعات الأولى من فجر يوم السبت الموافق 31 يوليو (تموز) عام 2010 قامت طائرات تابعة لسلاح الجو الإسرائيلي بغازة جوية على منطقة وسط قطاع غزة قصفت خلالها مقر إقامة عيسى البطران الواقع في مخيم النصيرات للاجئين الفلسطينيين بمن فيه مما أسفر عن مقتل عيسى البطران. زعم الجيش الإسرائيلي آنذاك إن مقاتلات سلاح الجو استهدفت البنية التحتية التي كانت تستخدمها جماعات إرهابية في غزة ردا على صاروخ من نوع كاتيوشا عيار 122 ملم أطلقته عناصر حركة حماس من قطاع غزة في اتجاه مدينة عسقلان بإسرائيل في وقت سابق، حيث سبب الصاروخ أضرارا مادية بأحد المباني. شككت قيادات حركة حماس في مسألة إطلاق الصاروخ التي ادعتها السلطات الإسرائيلية وتوعدت إسرائيل برد فعل قاسي انتقاما لمقتل عيسى البطران. وأفادت زوجته الثانية سندس طه المقيد أنه ودعها وودع طفليه قبيل اغتياله بساعات قليلة فقد كان يمضي إلى حتفه دون علم منه إذ لم يكن قد استطاع بعد التغلب على حزنه لفقدان زوجته الأولى وأولادهما الخمسة في محاولة سابقة للاغتياله. كان عيسى البطران قد نجا قبل ذلك من أربع محاولات لاغتياله كانت إحداها عندما استهدفته القوات الإسرائيلية داخل سيارته، كما استهدف الطيران الإسرائيلي منزله أكثر من مرة.